# Vallauris
Vallauris (occitană Valàuria) este un oraș în sud-vestul Frantei, în departamentul Alpes-Maritimes în regiunea Provence-Alpi-Coasta de Azur.

## Personalități născute aici
- Paloma Picasso (n. 1949), designer de bijuterii, femeie de afaceri, fiica lui Pablo Picasso.

1. ↑  Q104527733[*] Verificați valoarea |titlelink= (ajutor)
2. ↑  répertoire géographique des communes, accesat în 26 octombrie 2015
3. ↑  dataset of postal codes in France, 1 octombrie 2018